# Alphabeta
Alphabeta – izraelski zespół muzyczny, założony w 1978, zwycięzca 23. Konkursu Piosenki Eurowizji w barwach Izraela z utworem „A-Ba-Ni-Bi”, nagranym we współpracy z wokalistą Jizharem Kohenem.
W skład zespołu wchodzili: Re’uwen Erez, Lisa Gold-Rubin, Nechama Szutan, Ester Cuberi i Jicchak Okew.